# Pont Raymond-Poincaré
Le pont Raymond-Poincaré est un ouvrage d'art franchissant le Rhône entre Villeurbanne au sud et Caluire-et-Cuire au nord, en France. 

## Origine du nom
Le 6 février 1939 (délibération municipale), il est baptisé en hommage à l'homme d'État français Raymond Poincaré (1860-1934), président de la République de 1913 à 1920.

## Histoire
Le pont Raymond-Poincaré est construit tardivement, dans la chronologie des franchissements des cours d'eau en région lyonnaise, en 1937. Sa construction est liée à réalisation du boulevard périphérique initiée par le président du Conseil général Laurent Bonnevay éponyme de cette voie nouvelle.
En 1937, on commença l'édification d'un ouvrage classique en béton reposant sur 4 piles. Dès le début, on le dédia à Raymond Poincaré, président de la République de 1913 à 1921, président du Conseil de 1926 à 1929, période pendant laquelle il doit dévaluer le franc, qui devient le franc Poincaré.
En 1940, les travaux du pont reprennent, mais le pont est détruit par l'offensive des forces allemandes. La guerre ralentit les travaux mais ceux-ci recommencent immédiatement jusqu'à la destruction totale des arches dynamitées par les Allemands avant leur retraite.
Le pont est reconstruit en 1950. À la suite d'une inspection de contrôle, on découvre des fissures dans le béton du pont qui est fermé à la circulation. Les travaux reprennent et le pont est ouvert en 1954, mais 10 ans plus tard, des fissures apparaissent au-dessus des voies de chemin de fer. Il est remplacé par un pont provisoire en fer qui reste en place jusqu'à la réouverture du pont dans son état actuel en 1989. Plus récemment encore, on l'a élargi et modifié à ses deux extrémités pour le raccorder à l'échangeur du périphérique Nord et par un gigantesque giratoire au boulevard Laurent-Bonnevay.
Il demeure très fréquenté, mais est soulagé d'une partie de son trafic, grâce à la gratuité du périphérique Nord dans le franchissement du Rhône.
Ce pont est considéré comme un lieu dangereux pour les cyclistes en raison de l'absence d'infrastructures cyclables. Un cycliste meurt, le 3 décembre 2019, tué par un conducteur de poids lourd à proximité immédiate de l'ouvrage .

## Galerie photos

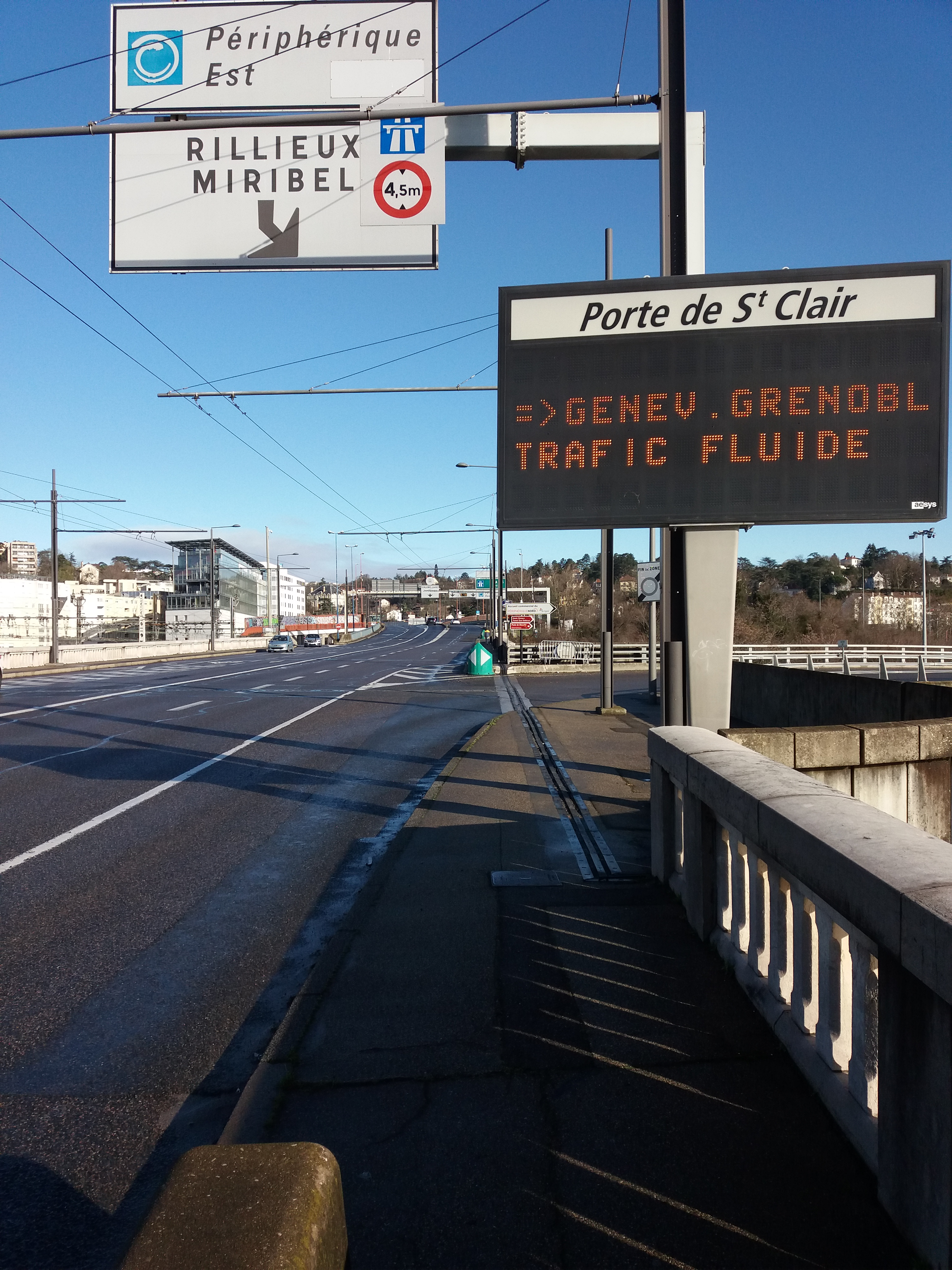
Entrée du périphérique est, porte de Saint-Clair
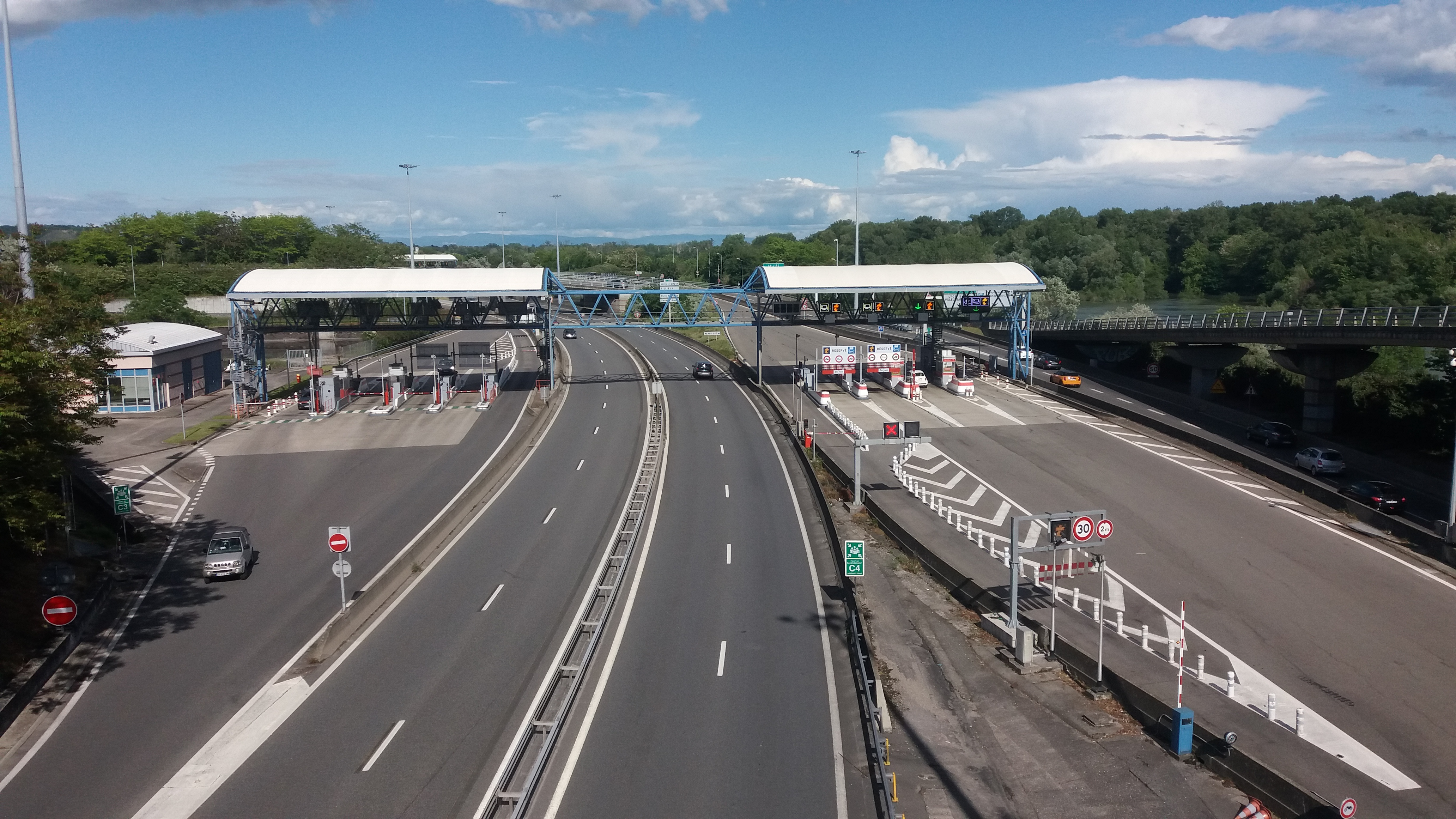
Périphérique Nord : porte de Saint-Clair
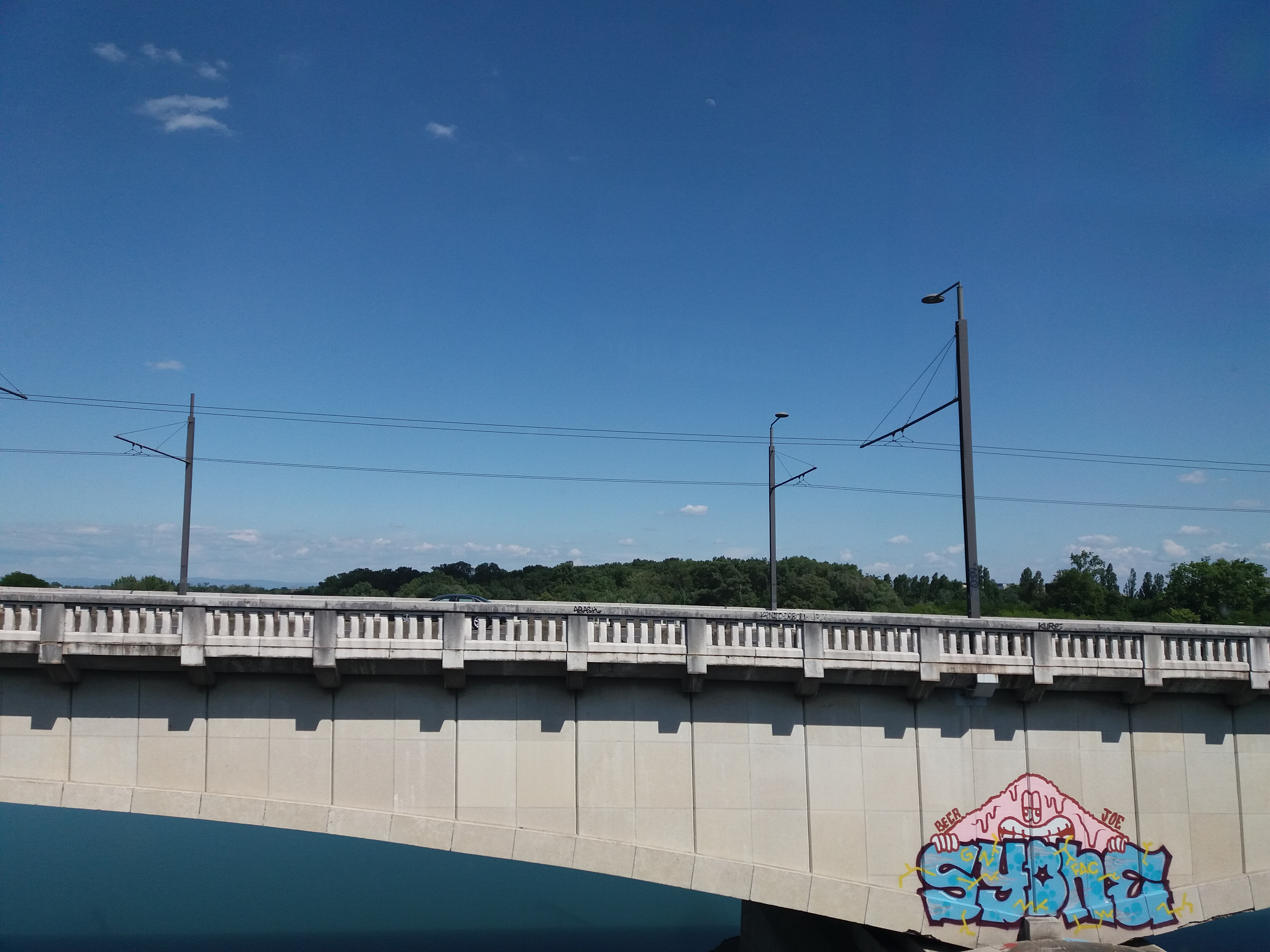
Vue depuis un TER circulant sur le viaduc ferroviaire de Saint-Clair
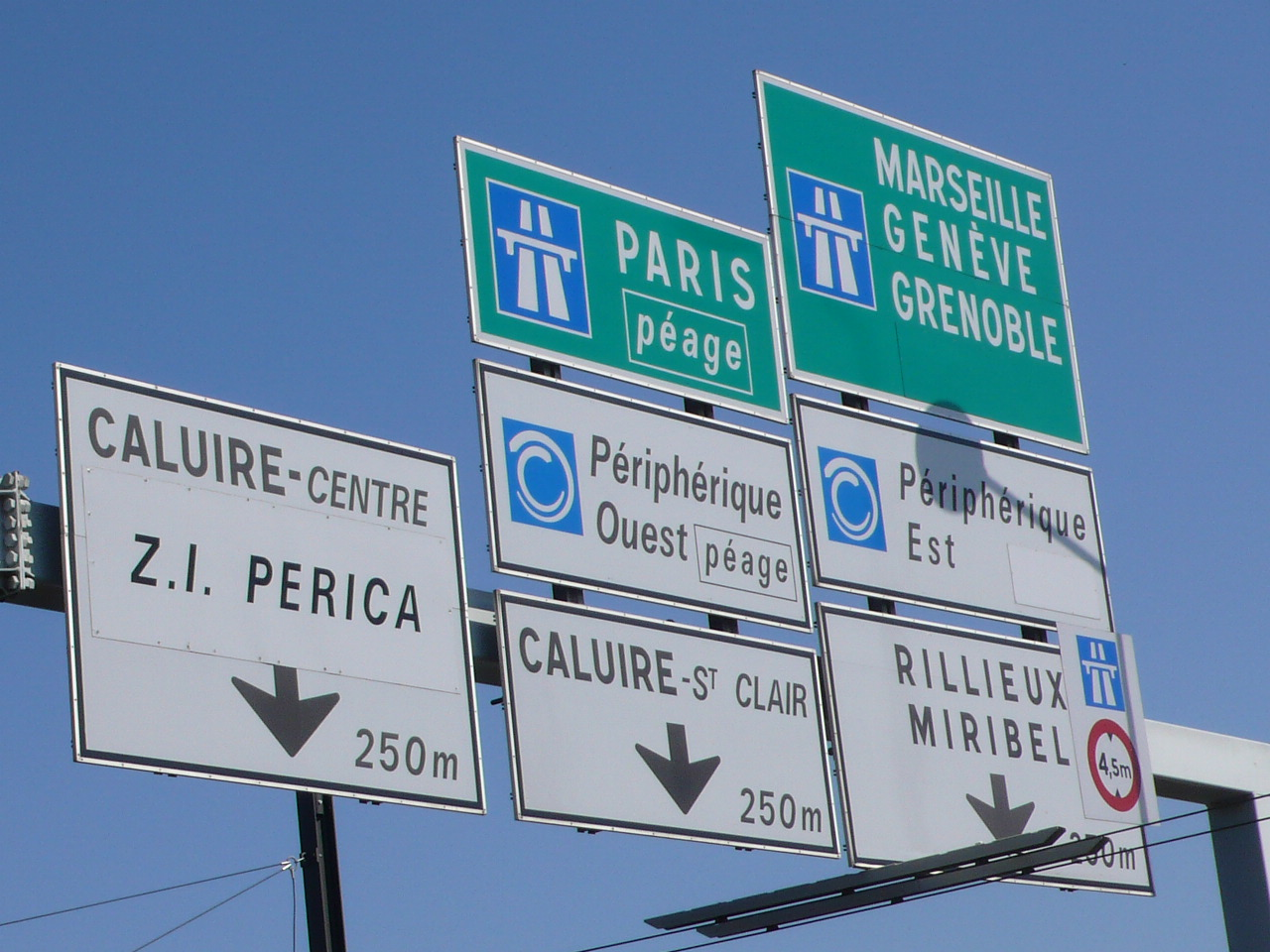
Panneaux routiers directionnels affichés sur le pont
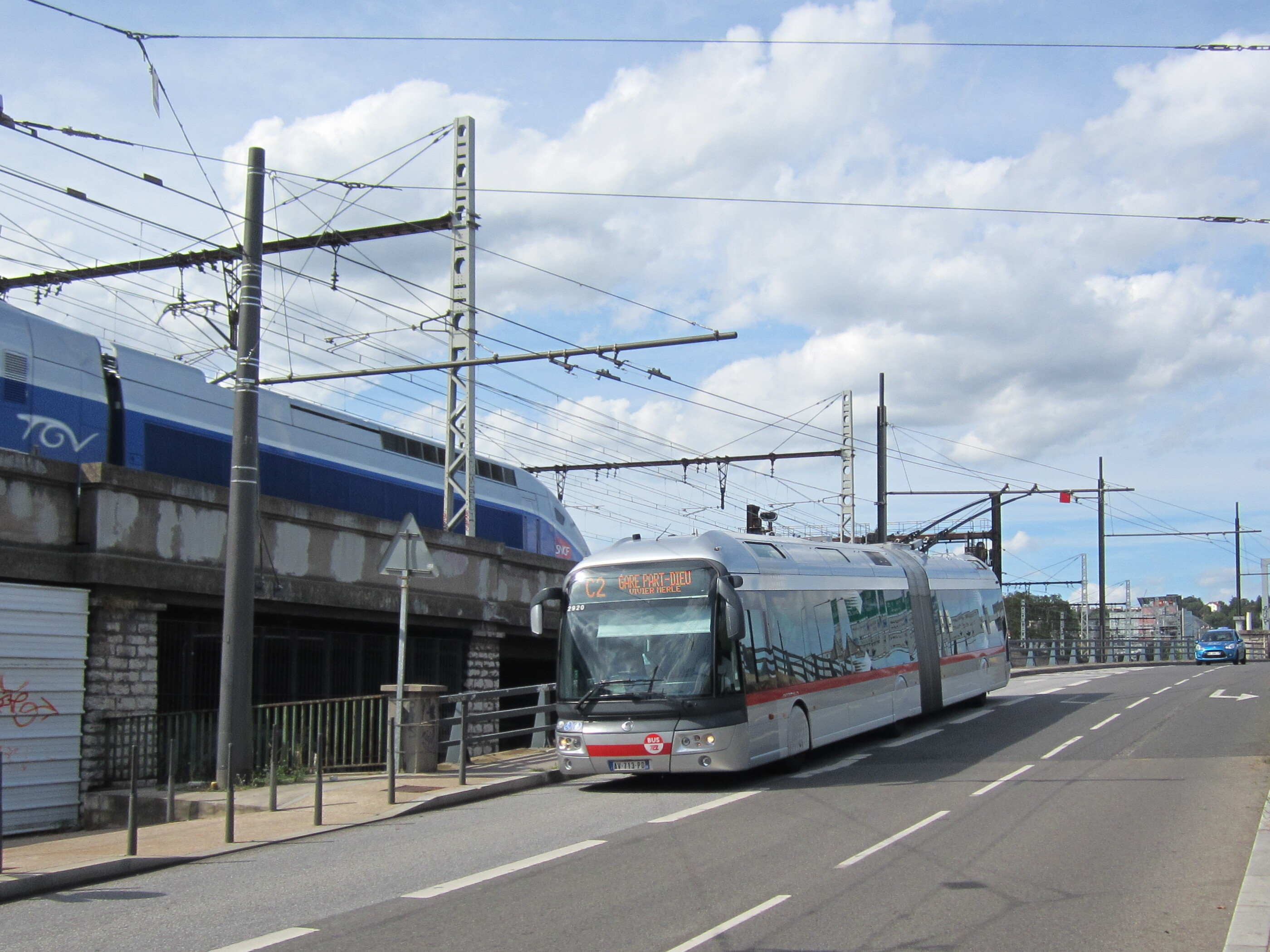
Un trolleybus de la ligne C2 sur le pont
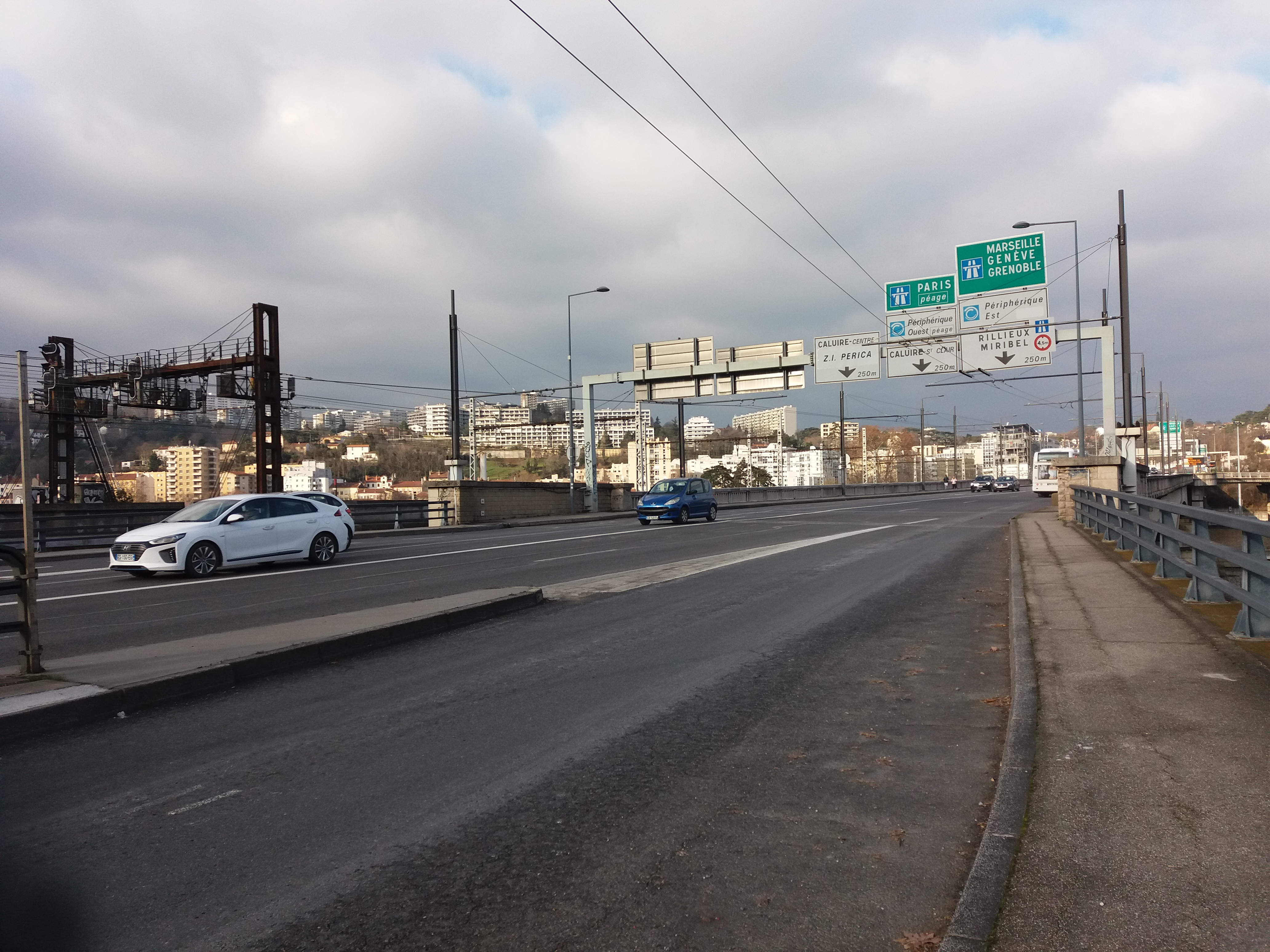
Début du pont depuis le Boulevard de Stalingrad
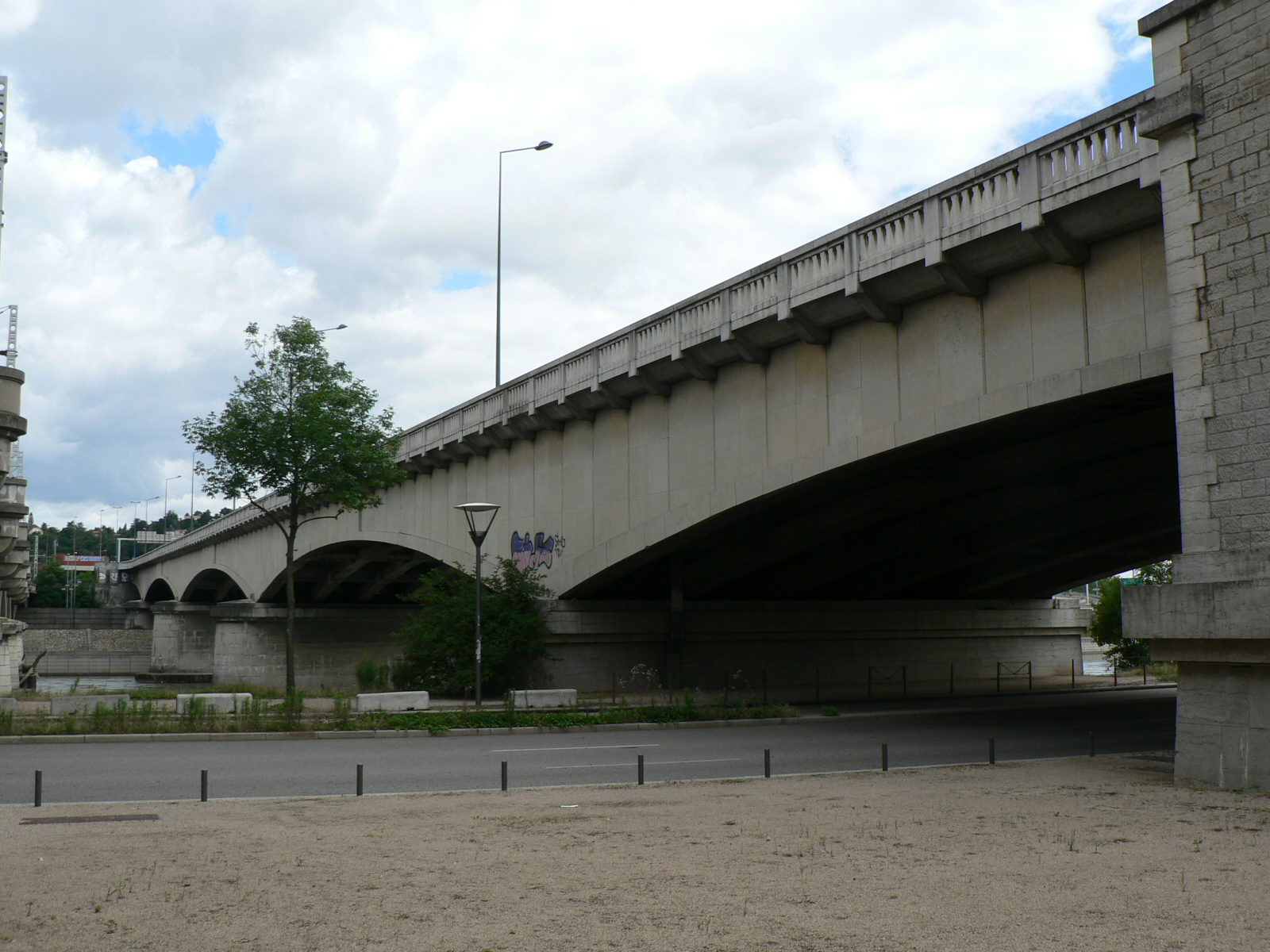
Vue entre le pont Poincaré routier et le pont ferroviaire
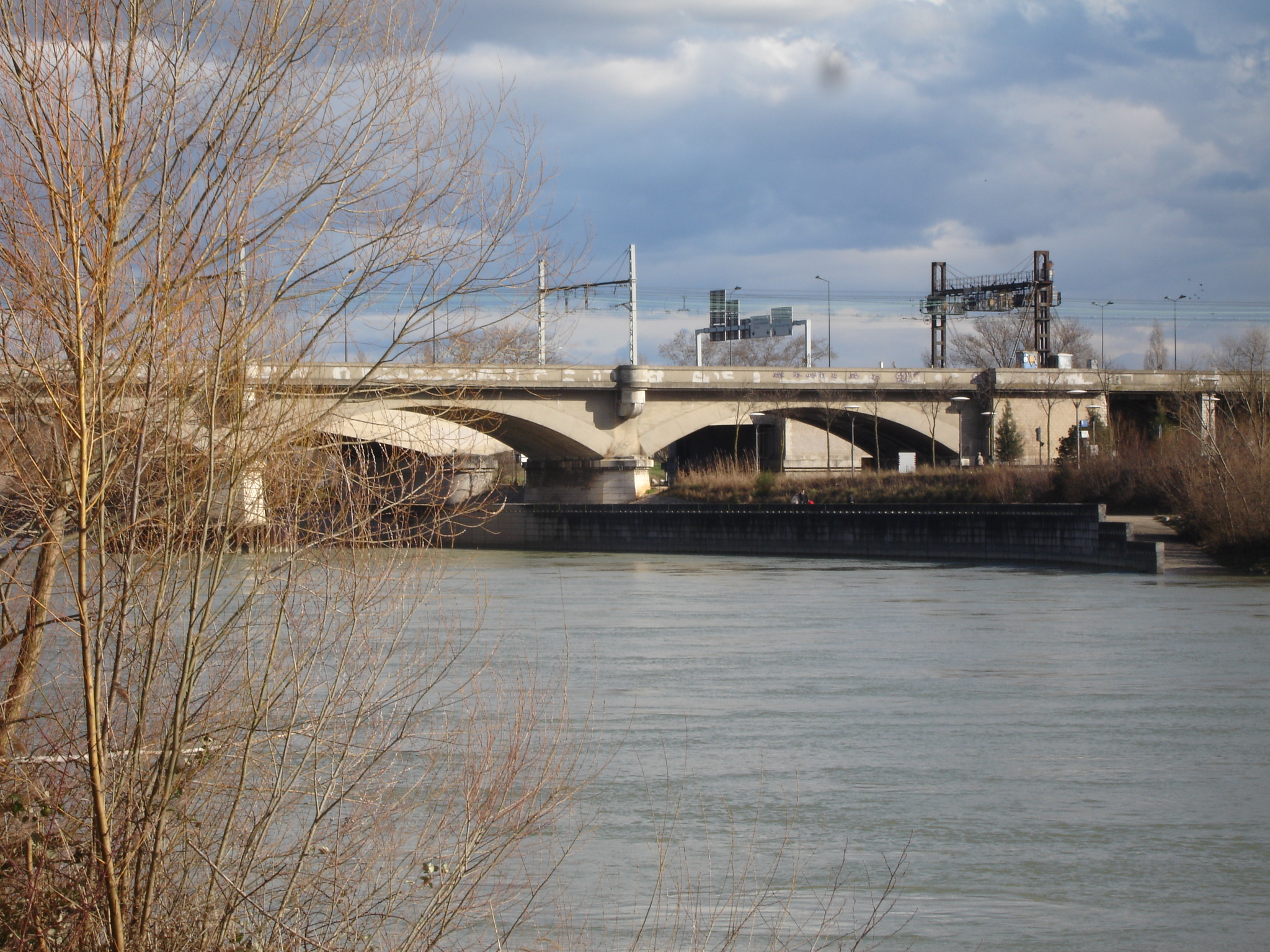
Vue sur le pont depuis le parc Saint-Clair
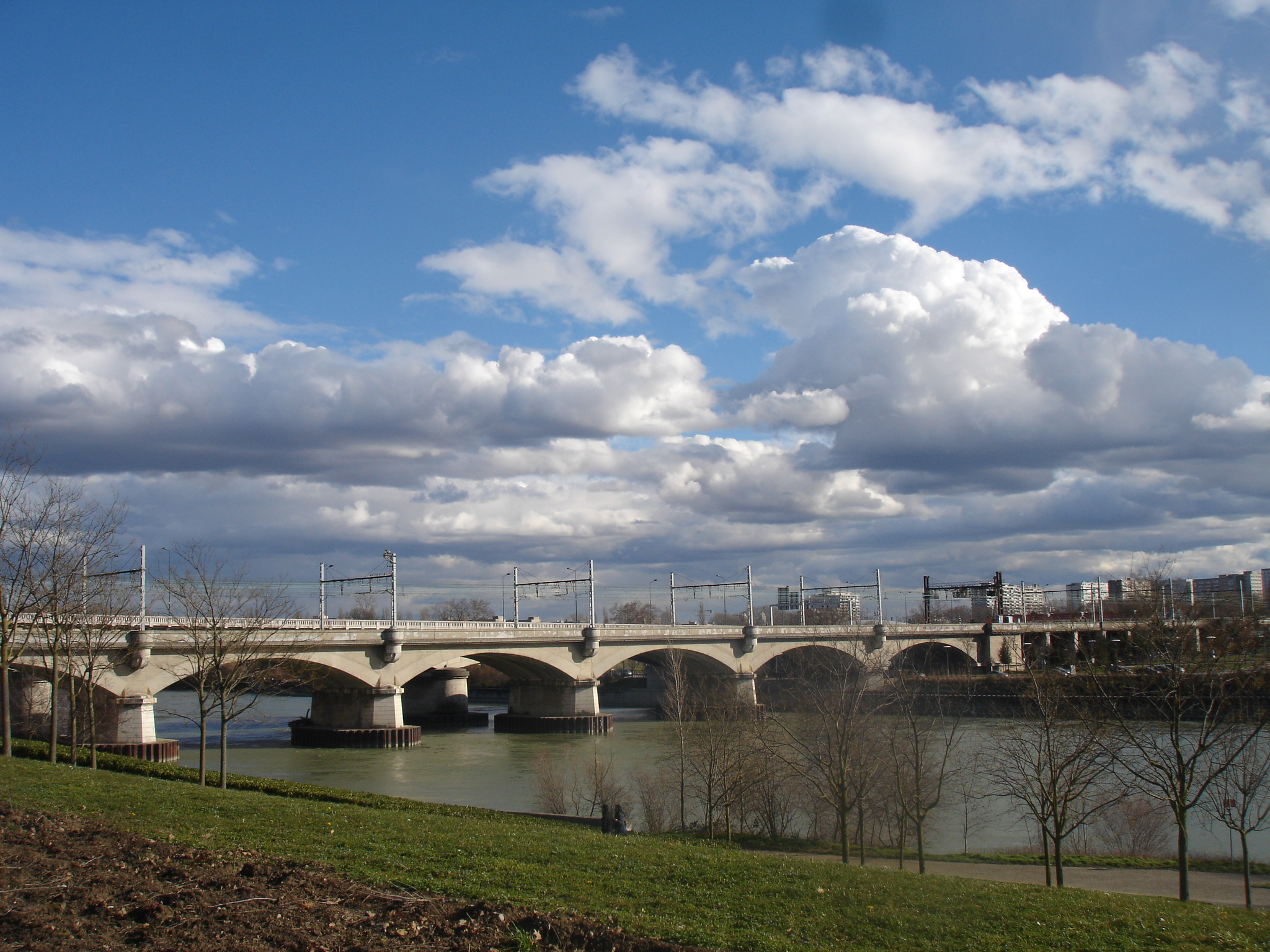
Vue sur le pont depuis le parc Saint-Clair